# دولابكان
دولابكان (بالفارسية: دولابکان) هي قرية تقع في قسم جلغة تشاة هاشم الريفي (مقاطعة دلغان) في إيران. يقدر عدد سكانها بـ 75 نسمة بحسب إحصاء 2016.